# Cz52
ČZ vz.52 — самозарядный пистолет, разработанный в начале 1950-х годов для чехословацкой армии.

## История создания
Пистолет Cz52 разработали сотрудники завода Česká zbrojovka Strakonice, конструктор Ян Кратохвил и его брат Ярослав Кратохвил.
Первоначально пистолет был разработан под патрон 9×19 мм Парабеллум, однако в 1960-х годах было принято решение об унификации боеприпасов в странах Варшавского Договора, в результате чего пистолет был переделан под патрон 7,62×25 мм.

## Конструкция
Автоматика работает по схеме использования отдачи при коротком ходе ствола. Запирание канала ствола осуществляется при помощи двух роликов и запирающего ползуна, размещенных в нижнем приливе тыльной части ствола и входящими во внутренние выемки затвора-кожуха. Ударно-спусковой механизм — куркового типа, одинарного действия, с предохранительным взводом курка. На левой стороне рамы расположен рычаг флажкового предохранителя являющийся также рычагом безопасного спуска курка с боевого взвода. Предохранитель имеет три позиции. Нижнее — «огонь», верхнее — безопасный спуск курка, и среднее — предохранитель. Встроенная затворная задержка фиксирует кожух-затвор в крайнем заднем положении по израсходованию из магазина всех патронов. В основании спусковой скобы размещается двухсторонний замыкатель ствола. Прицельные приспособления состоят из не регулируемой мушки и целика, закреплённого в пазе типа «ласточкин хвост», с возможностью внесения боковых поправок. На нижней поверхности рукоятки находится защёлка магазина, вмещающего 8 патронов.

## Страны-эксплуатанты
- Исламская Республика Афганистан — в 2006 году по программе военной помощи правительство Словакии отправило в Афганистан признанное избыточным имущество вооружённых сил страны (в том числе, 790 пистолетов CZ 52)[1]
- Словакия — некоторое количество оставалось на хранении по меньшей мере до 2006 года[1]
- США — некоторое количество пистолетов было продано в США в качестве гражданского оружия[2]
- Чехия — по состоянию на 2007 год, некоторое количество оставалось на вооружении армии Чехии[3]
- Чехословакия — состоял на вооружении Чехословацкой народной армии с 1952 года[4] до 1982 года